# Rebelião de Jack Cade

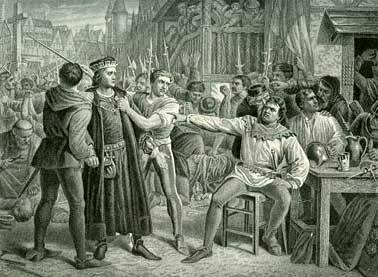
Lord Saye e Sele trazidos perante Jack Cade, pintura de Charles Lucy

A Rebelião de Jack Cade foi uma revolta popular, liderada por Jack Cade, que ocorreu entre os meses de abril e julho de 1450, no sudeste da Inglaterra.
Teve como causas imediatas a insatisfação popular decorrente da corrupção, má administração e abuso de poder dos conselheiros mais próximos do rei e oficiais locais.
Derrotas militares na França durante a Guerra dos Cem Anos também ajudaram a criar um ambiente propício para a revolta.
Após ter se iniciado no sudeste da Inglaterra os revoltosos marcharam em direção à Londres para forçar o governo a reformar a administração e retirar do poder os "traidores" considerados responsáveis pelo mau governo. Foi a maior revolta popular ocorrida na Inglaterra durante o Século XV.
Apesar da tentativa dos líderes de manter os rebeldes sob controle, quando entraram em Londres, tiveram início diversos saques. Nesse contexto, os cidadãos de Londres se voltaram contra os rebeldes e os forçaram a sair da cidade em uma batalha sangrenta na Ponte de Londres.
Para acabar com o derramamento de sangue, os rebeldes receberam, no dia 07 de julho, a promessa de perdão do rei, com a condição de que retornassem para casa.
No dia 12 de julho de 1450, Jack Cade foi capturado e, como resultado de ferimentos durante a captura, morreu quando era levado para Londres, onde seria julgado.
A Rebelião de Jack Cade foi percebida como um reflexo das questões sociais, políticas e econômicas da época e como uma precursora da Guerra das Rosas que viu o resultou no declínio da Dinastia de Lancaster e a ascensão da Casa de Iorque.

## Histórico
Na época, a animosidade das classes mais baixas em relação ao Rei Henrique VI estava aumentando. Os anos de guerra contra a França (Guerra dos Cem Anos) fizeram com que o país se endividasse e elevasse os tributos. Além disso, as recentes derrotas militares, que levaram à perda da Normandia, fez com que o prestígio do Rei diminuísse.
As regiões costeiras da Inglaterra, como Kent e Sussex, já estavam testemunhando ataques de soldados normandos e franceses. Mal abastecidos pelo governo, os soldados ingleses saquearam cidades ao longo da rota para a França, sem que suas vítimas recebessem indenização. O apelo do Rei Henrique VI para colocar sinalizadores de alerta ao longo da costa confirmou as suspeitas das pessoas de que um ataque dos franceses era possível.
Esses temores e a agitação contínua nos condados costeiros inspiraram muitos ingleses a se unirem na tentativa de forçar a abdicar de seu trono em favor de alguém mais competente.
Na corte, existiam divergências sobre a continuidade da Guerra dos Cem Anos. Henrique VI era favorável à paz, enquanto seu tio, o Duque de Gloucester, e outros nobres achavam que a Inglaterra deveria continuar a lutar pela reivindicação do trono francês. Essa luta, acabou levando ao banimento do melhor amigo e conselheiro do rei: William de la Pole, primeiro Duque de Suffolk.
Quando o Duque de Suffolk estava a caminho de Calais, seu navio foi interceptado e o Duque foi capturado, submetido a um julgamento simulado e executado por decapitação. Depois corpo foi deixado na costas, nas proximidades de Dover. Naquele contexto, o povo de Kent temeu retaliação. Surgiram rumores afirmando que o rei pretendia transformar Kent em uma floresta real em retaliação pela morte do duque. Esse rumor ajudou a desencadear o levante. Estima-se que cerca de 5.000 pessoas participaram do levante.
Na primavera de 1450, foi publicado um manifesto intitulado como "The Complaint of the Poor Commons of Kent" (A Reclamação dos Pobres Comuns de Kent). Esse Manifesto era apoiado também por alguns parlamentares, senhores e magnatas da região de Kent. Era composto por quinze queixas e cinco demandas a serem apresentadas ao rei para exame e descrevia as causas da revolta:
A primeira reclamação era contra a acusação de participação na morte do Duque de Suffolk, além disso, os rebeldes também:
- pediam investigações sobre casos de corrupção dentro dos governos locais e nacionais e a remoção de altos funcionários corruptos;
- acusavam o Rei Henrique VI de injustiça por não ter punido seus subordinados e senhores, embora eles fossem culpados de atos de traição e ilícitos;
- acusavam conselheiros e oficiais do Rei de fraudar eleições, de extorsão, de manipular o Rei para seus próprios interesses e de usar sua posição próxima ao rei para oprimir os que estavam abaixo deles.

Quando perceberam que o Rei não atenderia aos seus pedidos, os rebeldes marcharam em direção a Londres.
Em maio de 1450, os rebeldes começaram a marchar, a partir de Kent, em direção a Londres.
Foram enviados delegados aos condados vizinhos para obter apoio. No início de junho, mais de 5.000 homens se reuniram em Blackheath, 19 km a sudeste da capital. Maioria deles eram camponeses, mas também se juntaram pequenos comerciantes, artesãos e alguns proprietários de terras. Muitos dos rebeldes tinham participado de batalhas da Guerra dos Cem Anos.
Em resposta, o Rei enviou um pequeno exército para reprimir a rebelião. Entretanto, as forças reais foram derrotadas em 18 de junho de 1450.
Preocupado com a situação, o Rei buscou refúgio em Warwickshire.
Nesse contexto, os rebeldes avançaram para Southwark, no extremo sul da Ponte de Londres.
Em 3 de julho de 1450, os rebeldes ingressaram em Londres. Ao entrar em Londres, Jack Cade se dirigiu até a "Pedra de Londres" (London Stone), onde tocou a pedra com sua espada e se declarou como Lorde Prefeito da maneira tradicional. Nessa ocasião,  Jack Cade reivindicou simbolicamente o local para a família "Mortimer", a qual ele alegava pertencer e da qual Ricardo III (Duque de Iorque) seria descendente.
Uma vez dentro dos portões da cidade, Jack Cade e seus seguidores iniciaram uma série de julgamentos para punir pessoas acusadas de corrupção.
Por outro lado, contrariam ordens dos líderes, muitos dos rebeldes começaram a se embriagar e a praticar saques em saques e comportamento bêbado. Isso gerou uma forte oposição dos moradores de Londres contra os rebeldes.
No dia 8 de julho, por volta das dez da noite, ocorreu uma batalha na Ponte de Londres entre os rebeldes e cidadãos e oficiais de Londres. A batalha durou até as oito da manhã seguinte, quando os rebeldes recuaram com pesadas baixas.
Após a batalha, o Arcebispo John Kemp, então "Lord Chancellor", persuadiu Jack Cade a levar seus seguidores de volta à Kent, com a promessa de perdões e do atendimento de algumas das reivindicações dos rebeldes.
Entretanto, em poucos dias, os perdões foram cancelados e foi emitida uma ordem de captura contra Jack Cade.
Jack Cade fugiu em direção a Lewes, mas em 12 de julho foi capturado.
Jack Cade foi ferido durante a captura e faleceu antes de chegar a Londres, isso não impediu seu julgamento, que resulta na ordem para decapitação, para que seu corpo fosse arrastado pelas ruas e esquartejado. Partes de seu corpo foram enviadas para Kent e para vários locais onde se acreditava que havia apoiadores do levante rebelde.
Para evitar novas revoltas, o Duque de Buckingham foi enviado para procurar o restante dos seguidores de Jack Cade e levá-los a julgamento. A busca ocorreu dentro e ao redor das áreas onde o apoio ao levante foi considerado o mais forte: Blackheath, Canterbury e as áreas costeiras de Faversham e a Ilha de Sheppey. Em Canterbury, oito seguidores foram rapidamente encontrados e enforcados.